# Weyarn
Weyarn è un comune tedesco di 3 381 abitanti, situato nel land della Baviera.

## Amministrazione

### Gemellaggi
- Mirabello, dal 2006